# Luftgefecht über der Deutschen Bucht
Das Luftgefecht über der Deutschen Bucht fand zu Beginn des Zweiten Weltkriegs am 18. Dezember 1939 zwischen britischen Bombern des Typs Vickers Wellington und deutschen Jagdfliegerkräften statt. In seinem Verlauf gingen von den 22 Maschinen, die den deutschen Luftraum erreichten, fünfzehn verloren. Als Folge stellte das Bomber Command der Royal Air Force (RAF) seine Tageseinsätze gegen Ziele in Deutschland weitgehend ein und setzte seine Bomber von da an fast ausschließlich bei Nacht ein.

## Vorgeschichte

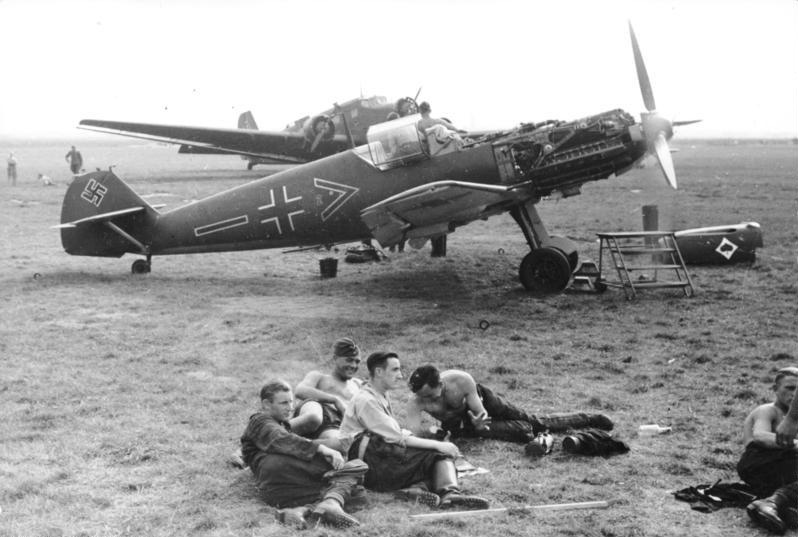
Messerschmitt Bf 109

Anders als im späteren Kriegsverlauf galt ein Luftangriff auf Städte als unangemessen und provokant gegenüber der Gegenseite, und die einzig akzeptable Art des Luftangriffs war daher die Bombardierung militärischer Ziele, die ohne großes Risiko ziviler Opfer angegriffen werden konnten. Als eine der wenigen Gelegenheiten galt der Angriff auf Kriegsschiffe. Während die deutsche Luftwaffe britische Schiffe bei Scapa Flow und dem Firth of Forth angriff, forderte Winston Churchill das britische Bomber Command der Royal Air Force auf, es ihr gleichzutun und deutsche Kriegsschiffe in der Nordsee anzugreifen. Bereits vier Tage vor der Luftschlacht über der Deutschen Bucht griffen zwölf Vickers Wellington Bomber die Leichten Kreuzer Leipzig und Nürnberg an, die zuvor vom britischen U-Boot HMS Salmon torpediert worden waren. Fünf Bomber wurden von deutschen Jagdfliegern abgeschossen; ein weiterer ging auf dem Rückflug nach Großbritannien verloren.
Im Anschluss wurden die deutschen Jäger an der ostfriesischen Küste nochmals verstärkt. Der Kommodore des Jagdgeschwaders 1, Carl Schumacher, verfügte am 18. Dezember über eine Gesamtstärke von etwa 80–100 Jagdflugzeugen und Zerstörern der Typen Bf 109 und Bf 110.

## Kampfverlauf

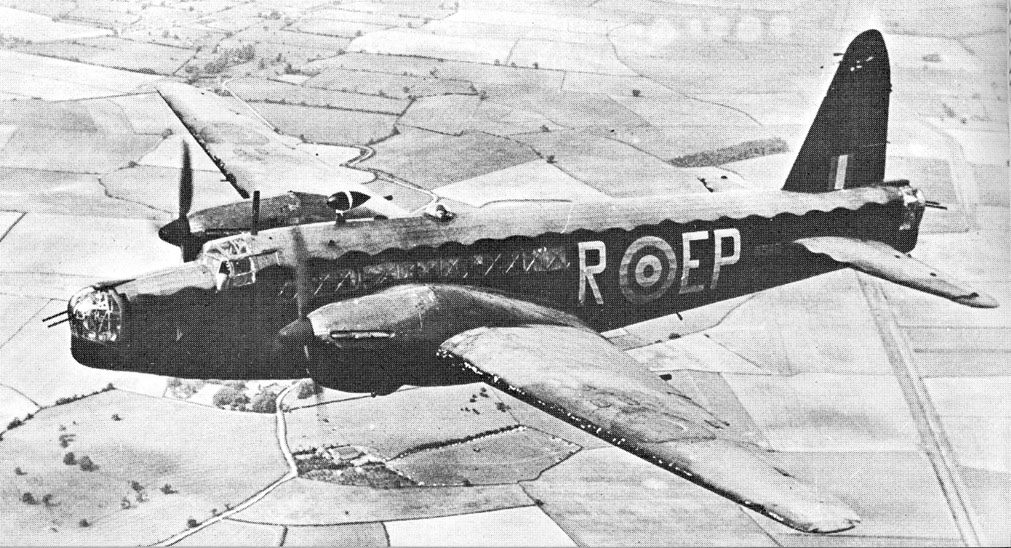
Vickers Wellington des RAF Bomber Command

Etwa gegen Mittag hoben 24 Bomber des Typs Vickers Wellington von Basen in Südengland in Richtung Südost ab. Es handelte sich um Maschinen der 9., 37. und 149. Squadron des RAF Bomber Command. Sie flogen ohne Geleitschutz durch Jagdflugzeuge, da man in Großbritannien überzeugt war, dies sei nicht nötig. Um 13:50 Uhr hatten deutsche Freya-Funkmessgeräte erstmals Radarkontakt zu den britischen Bombern, aber noch wusste niemand auf deutscher Seite, dass es sich um einfliegende britische Flugzeuge handelte. Zu dieser Zeit befanden sich die Bomber etwa 110 km bzw. 20 Flugminuten vor der deutschen Küste. Mangelnde Absprache zwischen Aufklärung und Fliegerhorsten verzögerte den Start der deutschen Jagdflugzeuge. Hinzu kam, dass man der Aufklärung nicht glauben mochte, denn das Wetter erschien den Deutschen zu gut für einen Angriff. Tatsächlich war der Himmel nahezu wolkenlos, und nur ein leichter Dunst zog sich bis etwa 1000 m Höhe. Die anfliegenden Briten wurden nunmehr von Fliegerbeobachtern auf Helgoland gesichtet; diese gaben eine Anzahl von 44 Bombern an, doppelt so viele, wie sich nach offiziellen britischen Angaben noch im Verband befanden (zwei Flugzeuge hatten wegen Motordefekten bereits auf halbem Wege umkehren und nach England zurückfliegen müssen).
Nun starteten die deutschen Jäger von ihren Horsten. Insgesamt wurden nur 32 einmotorige Bf-109-Jagdflugzeuge und 18 zweimotorige Bf-110-Zerstörer gegen den britischen Verband eingesetzt, da Teile der Jagdverbände aufgrund der späten Fühlungsmeldung nicht mehr rechtzeitig starten konnten. Als erstes erreichte die 10./JG 26, die als Nachtjagdstaffel aufgestellt worden war, den britischen Verband, der nach deutschen Kriegsschiffen suchte, ohne dass bisher Bomben gefallen waren.
Um 14:30 Uhr erzielte Unteroffizier Heilmayr mit seiner Bf 109 den ersten Abschuss, ehe auch der Staffelkapitän der 10./JG 26, Oberleutnant Steinhoff, später Inspekteur der Luftwaffe der Bundeswehr, erfolgreich war. Zehn weitere Wellington-Bomber wurden abgeschossen und drei weitere wurden so schwer beschädigt, dass sie in England als Totalschaden abgeschrieben werden mussten. Auch auf deutscher Seite gab es Verluste. Besonders der Heckstand der Wellington machte einen Anflug von hinten gefährlich, insbesondere beim engen Verbandsflug der Briten. Vier MG, in einem Stand zusammengefasst, verteidigten hierbei den rückwärtigen Bereich eines Bombers. In der Bf 110 des Leutnants Üllenbeck wurden später 23 Einschüsse gezählt. Von der Seite und aus der Überhöhung war der Bomber dagegen ungeschützt.
Insgesamt verlor die Royal Air Force zwölf Maschinen, drei weitere wurden schwer beschädigt. Die deutsche Jagdabwehr verlor vier Bf 109, zwei der Piloten starben.

### Kontroverse
Bis heute herrscht keine Klarheit über die genaue Anzahl der eingesetzten britischen Flugzeuge sowie ihrer Verluste. So sichteten die Deutschen bereits auf Helgoland 44 Wellingtons, im späteren deutschen Bericht war gar von 56 die Rede. Diese Zahlen waren wohl mit mangelnder Erfahrung bei der Bedienung der Funkmessgeräte zu erklären. Bei der Luftschlacht um England gab es ähnliche Irrtümer und auch hier wurden deutlich mehr Maschinen gemeldet als tatsächlich eingesetzt waren. Die Abschusszahlen lagen ähnlich weit auseinander. So gab die Royal Air Force an, sieben Flugzeuge verloren zu haben. Die Luftwaffe wollte jedoch 32 Abschüsse erzielt haben, wobei sieben vom Reichsluftfahrtministerium nicht anerkannt wurden. Versuche, Erklärungen hierfür zu finden, münden in der These, dass viele Abschüsse in der Hektik des Gefechts doppelt gemeldet wurden. Später verlautete die offizielle Zahl von zwölf abgeschossenen Wellingtons und zwei deutschen Bf 109.

### Eingesetzte Flugzeugtypen
- Vickers Wellington Mk.I
- Messerschmitt Bf 109C, Bf 109E-1
- Bf 110C-1

## Folgen

### Royal Air Force
Nach dem Verlust von mehr als 50 % aller eingesetzten Flugzeuge ging das Bomber Command dazu über, nur noch in der Nacht über Deutschland zu operieren. Einsätze bei Tage, zum Beispiel gegen das Schlachtschiff Tirpitz, blieben die Ausnahme. Vor allem das Fehlen von Jagdschutz hatte sich als katastrophal erwiesen. Da die RAF, bis zu den später über das Leih- und Pachtgesetz gelieferten P-51 Mustang und P-38 Lightning, über keine weitreichenden Jagdflugzeuge verfügte, griffen Bomber erst gegen Ende des Zweiten Weltkriegs wieder tagsüber geschlossen Ziele auf deutschem Territorium an. Eine Änderung hinsichtlich des Bombenabwurfs von Einzelzielen hin zum Flächenbombardement ist unmittelbar nach der Luftschlacht nicht zu beobachten. Erst nach einem Beschluss der Area Bombing Directive vom 14. Februar 1942 wurden von Arthur Harris großflächige Bombenangriffe realisiert.

### Luftwaffe
Die Luftwaffe erkannte, wie verwundbar Bomber gegenüber einer starken Jagdabwehr waren. Erkenntnisse hieraus wurden jedoch nicht in die Tat umgesetzt und die Luftwaffe musste bei der Luftschlacht um England ähnliche Probleme eingestehen, wie sie die RAF über der Deutschen Bucht hatte. Stanley Baldwins Voraussage „die Bomber kommen immer durch“ (The bomber will always get through) stellte sich als unwahr heraus. Direkte Lehren wurden hieraus allerdings nicht gezogen. Im späteren Verlauf des Krieges trafen deutsche Jäger und britische Bomber nun vor allem bei Nacht aufeinander.